# 彭健烽
彭健烽（1994年9月6日—），广东开平人，中國男子跳水運動員。他曾經獲得2015年夏季世界大學運動會跳水比賽男子1公尺跳板和3公尺跳板項目冠軍。

## 獎項

### 世界游泳錦標賽
- 2017年世界游泳錦標賽跳水比賽男子1公尺彈板： - 金牌
- 2019年世界游泳錦標賽跳水比賽男子1公尺彈板： - 銅牌

### 世界大學運動會
- 2015年夏季世界大學運動會跳水比賽男子1公尺跳板、男子3公尺跳板、男子綜合項目： - 金牌

## 外部連結
- 彭健烽的新浪微博